# Matikuri
Matikuri es una isla de las Islas Salomón. Está ubicada en la Provincia Occidental. La isla Matikuri está frente a la isla mayor Vangunu, un volcán extinto.